# Свидовка (Речицкий район)
Свидовка (бел. Свідаўка) — деревня в Борщевском сельсовете Речицкого района Гомельской области Белоруссии.
На юге и западе граничит с лесом.

## География

### Расположение
В 28 км на юго-восток от Речицы, 10 км от железнодорожной станции Якимовка (на линии Гомель — Калинковичи).

## Транспортная сеть
Транспортные связи по просёлочной, затем автомобильной дороге Калинковичи — Гомель. Планировка состоит из прямолинейной улицы, близкой к меридиональной ориентации и застроенной односторонне, редко, деревянными усадьбами.

## История
Основана в начале 1920-х годов переселенцами из соседних деревень на бывших помещичьих землях. В 1931 году организован колхоз. 8 жителей погибли на фронтах Великой Отечественной войны. В 1962 году к деревне присоединён посёлок Городище, в составе совхоза «Борщевка» (центр — деревня Борщевка).

## Население

### Численность
- 2004 год — 34 хозяйства, 86 жителей.

### Динамика
- 1959 год — 134 жителя (согласно переписи).
- 2004 год — 34 хозяйства, 86 жителей.